# Miquel d'Esplugues
Miquel d'Esplugues, né Pere Campreciós i Bosch à Esplugues de Llobregat (Catalogne) en 1870 et mort à Barcelone (Catalogne) en 1934, est un écrivain et religieux frère capucin catalan.

## Biographie
Orphelin de père à l'âge de six ans, il étudia les Humanités au Séminaire Conciliaire de Barcelone et en 1887 il devint capucin. Il devint professeur de philosophie en (1892) et de théologie en (1898) et il fut ordonné prêtre en 1893. Comme premier conseiller et vicaire in capite de la province capucine de la Navarre et de la Catalogne, en 1900 il réalisa la restauration de l'ancienne province catalane et fut nommé provincial (1905-1915 et 1918-1921).
En 1907 il fonda et dirigea la revue Estudis Franciscans et en 1925 la première revue catalane de philosophie Criterion.
Il exerça une influence importante sur les cercles proches à la Lliga Regionalista et était très attaché à Francesc Cambó. Il structura la Fondation Biblique Catalane et en fut le président.
Il meurt en 1934, sous la République espagnole, et est inhumé dans le cimetière de Sarrià, à Barcelone.

## Œuvre
- Nostra Senyora de la Mercè. Estudi de psicologia ètnico-religiosa de Catalunya (1916). (ca)
- Sant Francesc de Sales, esperit i màximes (1906). (ca)
- Quatre volumes de commentaires sur le Notre Père (1920-1923). (ca)
- Trois volumes de Miscellanées de philosophie religieuse (1924-1927). Le troisième s'appelle La vera efígie del Poverello, sur saint François d'Assise. (ca)
- El missatge d'Israel: Israel, Jesús, Sant Pau (1934). (ca)